# Piotr Zamoyski
Piotr Zamoyski na Stawiskach herbu Grzymała – podkomorzy łomżyński w 1626 roku.
Miał synów Franciszka i Fortunata.
Poseł ziemi łomżyńskiej na sejm warszawski 1626 roku. Podpisał pacta conventa Władysława IV Wazy w 1632 roku. Poseł na sejm zwyczajny 1637 roku.
Był członkiem konfederacji generalnej zawiązanej 31 lipca 1648 roku. W 1648 roku był elektorem Jana II Kazimierza Wazy z ziemi łomżyńskiej, jako poseł na sejm elekcyjny 1648 roku podpisał jego pacta conventa. 